# Agustín Vara Sánchez
Agustín Vara (Pobladura del Valle, 29 d'agost de 1973) és un exfutbolista castellanolleonès, que ocupava la posició de defensa. Va ser internacional sub-20 per Espanya.

## Trajectòria
Va començar la seua carrera a les categories inferiors del Reial Valladolid. Després de passar pel juvenil i el Valladolid B, debuta amb el primer equip la temporada 94/95, jugant dos partits. A l'any següent té més continuïtat i apareix fins a 27 partits. Però, per la temporada 96/97 no hi troba lloc al primer equip i torna a recalar al filial de Segona B.
A mitjan temporada 96/97 deixa el club val·lisoletà i fitxa per l'Atlètic de Madrid, tot incorporant-se al seu filial, que militava a Segona B. A l'Atlético B va ser titular la temporada i mitja que va romandre, però sense arribar a debutar amb els matalassers a Primera.
L'estiu de 1998 fitxa per l'Hèrcules CF, on la seua aportació baixa, tan sols 10 partits i els herculans baixen a Segona B. A la categoria de bronze, Vara tampoc comptaria massa per a l'equip alacantí, i a mitjans de la temporada 00/01 retorna a la Segona Divisió, a les files de la Universidad de Las Palmas CF. Tot i fer un paper correcte a les Canàries, el seu equip perd la categoria.
L'estiu del 2001 fitxa pel Xerez CD, on les lesions li impedeixen disputar cap minut fins a la seua retirada el 2003.